# 다비트 소슬란

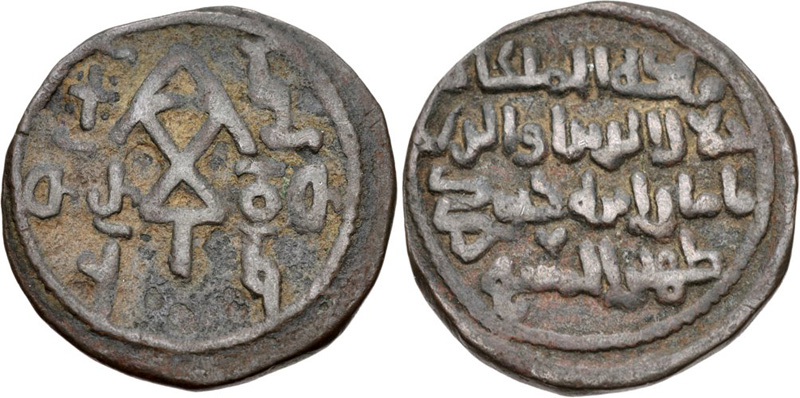

다비트 소슬란(조지아어: დავით სოსლანი, 또는 소슬란 다비트, 또는 다비트, ? ~ 1207년)은 알란 왕자였으며 조지아의 타마르 여왕이 1198년 경에 재혼한 남편으로 조지아의 국서(國婿)였다. 그는 무슬림 이웃국들에 대항하는 조지아의 전쟁 기간 동안에 군사적인 공훈으로 가장 잘 알려져 있다.

## 혈통
다비트 소슬란은 알라니아의 통치 왕족이다. 알라니아는 남캅카스의 정교회 기독교 왕국인 알라니아(조지아어 자료에서는 오브세티 또는 오세티라고도 함)이며, 다비트의 혈통은 부분적으로 차라산타라는 이름의 가문에도 속해 있었으므로, 알라니아는 현 시대 오세티야를 지칭한다. 그 왕족은 조지아의 바그라티오니 가와 빈번히 이족 혼인 관계를 맺어 왔다. 후일 게오르게 4세 라사의 통치 기간에 작성된 다비트 소슬란과 관련된 연대기에서 그의 조상이 막연하게 바그라티오니라고 묘사되어 있다. 18세기에 조지아 학자 바쿠슈티 바그라티오니 왕자에 의해 더 상세한 다비트의 바그라트조 혈통이 기록된 원본이 발견되었다. 데메트리우스(데메트레)의 부모는 조지아의 게오르게 1세(1014~1027년)와 알란 출신 왕비 알데이며 데메트레에게는 아들이 있었는데 불행하게도 그의 아들 다비트는 왕위 사칭자로 몰려, 조지아의 바그라트 4세에 의해 알라니아로 강제 송환되었다고 하는데, 거기서 바크슈티는 게오르게 4세를 다비트 소슬란의 조상으로 보았다. 그에 따르면, 다비트와 그의 후손들인 안톤과 자다론은 알란의 통치 가문과 결혼했고 "오시(ex. 알란)의 왕"들이 되었다고 한다. 거기서 자다론은 다비트 소슬란의 부친이라고 한다. 그 기록은 몇몇 학자들에게는 믿을 만한 자료라고 여겨지지만, 아직도 다비트의 왕조 혈통에 대한 이슈는 논쟁의 여지를 남겨두고 있다.
13세기 작자 미상의 사서와 군주 찬양에서의 흥미로운 기록은 다비트 소슬란이 타마르의 고모인 루수단의 후원을 받았고 전투에서 당당하고 강한 오시인 에프라임의 "후손"(ძენი, "아들"의 축어.)이 되었다고 관계 짓는다. 조지아의 학자 코르넬리 케켈리제는 다비트 소슬란의 가문이 "에프라임조"이며 그 가문은 성경의 에프라임의 후손이라고 주장했다고 제의 했으며, 그 가문의 전설과 그들 스스로를 유대인의 두 번째 왕인 다윗의 후손이라고 여기는 바그라트조의 전설과 비교했다.
1946년에, 남오세티야의 고고학자 에브게니야 프체리나는 이렇게 알렸다. 들리는 바에 의하면, 그녀는 북오세티야 ASSR의 아르돈 계곡에 있는 누잘 교회의 땅을 파는 동안에, 다비스 소슬란이 묻힌 부덤을 발견했으며 조지아어 아솜타브룰리 비문에 확실한 소슬란의 이름이 명시되어 있다고 확인했고, 다비트 소슬란의 혈통은 오세트 민속 문화 전통에서 알려진 누잘의 영웅 씨족인 차라존 가문이라고 제시했다. 그러나, 그 가설은 프첼리나의 결론에 의심을 품은 대부분의 조지아인 학자들에게는 승인되지 않았다.

## 조지아의 국서
타마르가 그의 첫 번째 남편인 루스 왕자 유리 보골류프스키와 이혼한 후, 타마르와 소슬란은 1187년~1189년 사이에 트빌리시 인근의 디두베 궁전에서 결혼식을 올렸다. 아르메니아 연대기 편자 므크히타르 고시는 이샤타라칸("기념 기록")에, 다마르는 "알란 왕국에서 온 그녀의 모계 친적이인 이름이 소슬란인 남성과 결혼했고, 그는 (조지아)의 왕위 등극을 알리는 다비트의 이름이 붙었다."고 기술했다.
다비트 소슬란의 지위는 그를 표현한 예술품에서 뿐만아니라, 헌장들, 주화들에서도 국서였으며, 왕의 위엄의 필수 요소인 남성적 측면을 나타 내기 위해서 엄격하게 기술되었지만, 그는 타마르와 왕위를 공유하는 여왕보다 하급의 통치자에 머물렀지만 정권을 잡고 있는 그의 배우자에게서 부여 받은 어떠한 그만의 독립적인 권력도 전혀 가지지 못했다.
다비트는 적극적으로 타마르의 팽창주의 정책을 지원했으며 조지아의 군사적 성공에 있어서 상당 부분이 그의 공이었다. 중세 조지아의 모든 자료들은 명백하게 그의 출중함과 군사적 재능, 용맹, 타마르에 대한 독실함을 찬양한다. 1990년대에, 다비트 소슬란은 배르대, 에르주룸, 게카르쿠니크, 베이라칸, 간자에 대항하는 조지아의 기습을 지휘했다. 샴코르에서 아제르바이잔의 일데기즈조를(1195년), 바시안에서 룸 술탄의 셀주크조를(1202년)를 무찌른 다비트의 승리들은 동부와 서부 캅카스로 각기 전진하는 조지아의 지위를 지켜주었다. 그는 그 후 얼마 못살고 1207년에 죽었다.
타마르와 다비트는 조지아의 성공적인 군주 두 명인, 게오르게 4세 라샤(왕.1212~1223년)과 루수단(왕.1223~1245년)의 부모이다.

## 족보
바크슈티의 연구에 의하면 다비트 소슬란의 족보는 다음과 같다. 타마르 여왕의 래조부와 다비트 소슬란의 현조부는 같은 사람이라고 한다. 그 대부터 그들의 자녀에 이르기까지의 족보:
| 바스푸라칸의 마리암 첫 번째 왕비 | 바스푸라칸의 마리암 첫 번째 왕비 | 바스푸라칸의 마리암 첫 번째 왕비             | 바스푸라칸의 마리암 첫 번째 왕비             | 바스푸라칸의 마리암 첫 번째 왕비             | 바스푸라칸의 마리암 첫 번째 왕비             |                                              |                                              |                                     |                                     | 조지아의 게오르게 1세 (1014~1027년) | 조지아의 게오르게 1세 (1014~1027년) | 조지아의 게오르게 1세 (1014~1027년) | 조지아의 게오르게 1세 (1014~1027년) | 조지아의 게오르게 1세 (1014~1027년) | 조지아의 게오르게 1세 (1014~1027년) |                                 |                                 |                                 |                                 | 알라니아의 알데 두 번째 왕비 | 알라니아의 알데 두 번째 왕비 | 알라니아의 알데 두 번째 왕비 | 알라니아의 알데 두 번째 왕비 | 알라니아의 알데 두 번째 왕비 | 알라니아의 알데 두 번째 왕비 |                    |                    |                    |                    |                    |                    |  |  |  |  |  |  |  |  |
| 바스푸라칸의 마리암 첫 번째 왕비 | 바스푸라칸의 마리암 첫 번째 왕비 | 바스푸라칸의 마리암 첫 번째 왕비             | 바스푸라칸의 마리암 첫 번째 왕비             | 바스푸라칸의 마리암 첫 번째 왕비             | 바스푸라칸의 마리암 첫 번째 왕비             |                                              |                                              |                                     |                                     | 조지아의 게오르게 1세 (1014~1027년) | 조지아의 게오르게 1세 (1014~1027년) | 조지아의 게오르게 1세 (1014~1027년) | 조지아의 게오르게 1세 (1014~1027년) | 조지아의 게오르게 1세 (1014~1027년) | 조지아의 게오르게 1세 (1014~1027년) |                                 |                                 |                                 |                                 | 알라니아의 알데 두 번째 왕비 | 알라니아의 알데 두 번째 왕비 | 알라니아의 알데 두 번째 왕비 | 알라니아의 알데 두 번째 왕비 | 알라니아의 알데 두 번째 왕비 | 알라니아의 알데 두 번째 왕비 |                    |                    |                    |                    |                    |                    |  |  |  |  |  |  |  |  |
|                                  |                                  |                                              |                                              |                                              |                                              |                                              |                                              |                                     |                                     |                                     |                                     |                                     |                                     |                                     |                                     |                                 |                                 |                                 |                                 |                              |                              |                              |                              |                              |                              |                    |                    |                    |                    |                    |                    |  |  |  |  |  |  |  |  |
|                                  |                                  |                                              |                                              |                                              |                                              | 조지아의 바그라트 4세 (1027~1072년)          | 조지아의 바그라트 4세 (1027~1072년)          | 조지아의 바그라트 4세 (1027~1072년) | 조지아의 바그라트 4세 (1027~1072년) | 조지아의 바그라트 4세 (1027~1072년) | 조지아의 바그라트 4세 (1027~1072년) |                                     |                                     |                                     |                                     | 데메트리우스                    | 데메트리우스                    | 데메트리우스                    | 데메트리우스                    | 데메트리우스                 | 데메트리우스                 |                              |                              |                              |                              |                    |                    |                    |                    |                    |                    |  |  |  |  |  |  |  |  |
|                                  |                                  |                                              |                                              |                                              |                                              | 조지아의 바그라트 4세 (1027~1072년)          | 조지아의 바그라트 4세 (1027~1072년)          | 조지아의 바그라트 4세 (1027~1072년) | 조지아의 바그라트 4세 (1027~1072년) | 조지아의 바그라트 4세 (1027~1072년) | 조지아의 바그라트 4세 (1027~1072년) |                                     |                                     |                                     |                                     | 데메트리우스                    | 데메트리우스                    | 데메트리우스                    | 데메트리우스                    | 데메트리우스                 | 데메트리우스                 |                              |                              |                              |                              |                    |                    |                    |                    |                    |                    |  |  |  |  |  |  |  |  |
|                                  |                                  |                                              |                                              | 조지아의 게오르게 2세 (1072~1089년)          |                                              |                                              |                                              |                                     |                                     |                                     |                                     |                                     |                                     |                                     |                                     |                                 |                                 |                                 |                                 |                              |                              |                              |                              |                              |                              |                    |                    |                    |                    |                    |                    |  |  |  |  |  |  |  |  |
|                                  |                                  |                                              |                                              |                                              |                                              |                                              |                                              |                                     |                                     |                                     |                                     |                                     |                                     |                                     |                                     |                                 |                                 | 다비트                          |                                 |                              |                              |                              |                              |                              |                              |                    |                    |                    |                    |                    |                    |  |  |  |  |  |  |  |  |
|                                  |                                  | 조지아의 다비트 4세 (1089~1125년)            |                                              |                                              |                                              |                                              |                                              |                                     |                                     |                                     |                                     |                                     |                                     |                                     |                                     |                                 |                                 |                                 |                                 |                              |                              |                              |                              |                              |                              |                    |                    |                    |                    |                    |                    |  |  |  |  |  |  |  |  |
|                                  |                                  |                                              |                                              |                                              |                                              |                                              |                                              |                                     |                                     |                                     |                                     |                                     |                                     |                                     |                                     |                                 |                                 |                                 |                                 |                              |                              |                              |                              |                              |                              |                    |                    |                    |                    |                    |                    |  |  |  |  |  |  |  |  |
|                                  |                                  | 조지아의 데메트리우스 1세 (1125~1155/1156년) | 조지아의 데메트리우스 1세 (1125~1155/1156년) | 조지아의 데메트리우스 1세 (1125~1155/1156년) | 조지아의 데메트리우스 1세 (1125~1155/1156년) | 조지아의 데메트리우스 1세 (1125~1155/1156년) | 조지아의 데메트리우스 1세 (1125~1155/1156년) |                                     |                                     |                                     |                                     |                                     |                                     |                                     |                                     |                                 |                                 |                                 |                                 |                              |                              | 안톤 "오시의 왕"             | 안톤 "오시의 왕"             | 안톤 "오시의 왕"             | 안톤 "오시의 왕"             | 안톤 "오시의 왕"   | 안톤 "오시의 왕"   |                    |                    |                    |                    |  |  |  |  |  |  |  |  |
|                                  |                                  | 조지아의 데메트리우스 1세 (1125~1155/1156년) | 조지아의 데메트리우스 1세 (1125~1155/1156년) | 조지아의 데메트리우스 1세 (1125~1155/1156년) | 조지아의 데메트리우스 1세 (1125~1155/1156년) | 조지아의 데메트리우스 1세 (1125~1155/1156년) | 조지아의 데메트리우스 1세 (1125~1155/1156년) |                                     |                                     |                                     |                                     |                                     |                                     |                                     |                                     |                                 |                                 |                                 |                                 |                              |                              | 안톤 "오시의 왕"             | 안톤 "오시의 왕"             | 안톤 "오시의 왕"             | 안톤 "오시의 왕"             | 안톤 "오시의 왕"   | 안톤 "오시의 왕"   |                    |                    |                    |                    |  |  |  |  |  |  |  |  |
|                                  |                                  |                                              |                                              |                                              |                                              |                                              |                                              |                                     |                                     |                                     |                                     |                                     |                                     |                                     |                                     |                                 |                                 |                                 |                                 |                              |                              |                              |                              |                              |                              |                    |                    |                    |                    |                    |                    |  |  |  |  |  |  |  |  |
| 다비트 5세 (1155/1156년)         | 다비트 5세 (1155/1156년)         | 다비트 5세 (1155/1156년)                     | 다비트 5세 (1155/1156년)                     | 다비트 5세 (1155/1156년)                     | 다비트 5세 (1155/1156년)                     |                                              |                                              | 조지아의 게오르게 3세 (1156~1184년) | 조지아의 게오르게 3세 (1156~1184년) | 조지아의 게오르게 3세 (1156~1184년) | 조지아의 게오르게 3세 (1156~1184년) | 조지아의 게오르게 3세 (1156~1184년) | 조지아의 게오르게 3세 (1156~1184년) |                                     |                                     | 알라니아의 부르두칸             | 알라니아의 부르두칸             | 알라니아의 부르두칸             | 알라니아의 부르두칸             | 알라니아의 부르두칸          | 알라니아의 부르두칸          |                              |                              |                              |                              | 자다론 "오시의 왕" | 자다론 "오시의 왕" | 자다론 "오시의 왕" | 자다론 "오시의 왕" | 자다론 "오시의 왕" | 자다론 "오시의 왕" |  |  |  |  |  |  |  |  |
| 다비트 5세 (1155/1156년)         | 다비트 5세 (1155/1156년)         | 다비트 5세 (1155/1156년)                     | 다비트 5세 (1155/1156년)                     | 다비트 5세 (1155/1156년)                     | 다비트 5세 (1155/1156년)                     |                                              |                                              | 조지아의 게오르게 3세 (1156~1184년) | 조지아의 게오르게 3세 (1156~1184년) | 조지아의 게오르게 3세 (1156~1184년) | 조지아의 게오르게 3세 (1156~1184년) | 조지아의 게오르게 3세 (1156~1184년) | 조지아의 게오르게 3세 (1156~1184년) |                                     |                                     | 알라니아의 부르두칸             | 알라니아의 부르두칸             | 알라니아의 부르두칸             | 알라니아의 부르두칸             | 알라니아의 부르두칸          | 알라니아의 부르두칸          |                              |                              |                              |                              | 자다론 "오시의 왕" | 자다론 "오시의 왕" | 자다론 "오시의 왕" | 자다론 "오시의 왕" | 자다론 "오시의 왕" | 자다론 "오시의 왕" |  |  |  |  |  |  |  |  |
|                                  |                                  |                                              |                                              |                                              |                                              |                                              |                                              |                                     |                                     |                                     |                                     |                                     |                                     |                                     |                                     |                                 |                                 |                                 |                                 |                              |                              |                              |                              |                              |                              |                    |                    |                    |                    |                    |                    |  |  |  |  |  |  |  |  |
|                                  |                                  |                                              |                                              |                                              |                                              |                                              |                                              |                                     |                                     |                                     |                                     |                                     |                                     |                                     |                                     |                                 |                                 |                                 |                                 |                              |                              |                              |                              |                              |                              |                    |                    |                    |                    |                    |                    |  |  |  |  |  |  |  |  |
|                                  |                                  |                                              |                                              |                                              |                                              |                                              |                                              |                                     |                                     |                                     |                                     |                                     |                                     |                                     |                                     |                                 |                                 |                                 |                                 |                              |                              |                              |                              |                              |                              |                    |                    |                    |                    |                    |                    |  |  |  |  |  |  |  |  |
|                                  |                                  |                                              |                                              |                                              |                                              |                                              |                                              |                                     |                                     |                                     |                                     |                                     |                                     |                                     |                                     |                                 |                                 |                                 |                                 |                              |                              |                              |                              |                              |                              |                    |                    |                    |                    |                    |                    |  |  |  |  |  |  |  |  |
|                                  |                                  |                                              |                                              |                                              |                                              |                                              |                                              |                                     |                                     |                                     |                                     |                                     |                                     |                                     |                                     |                                 |                                 |                                 |                                 |                              |                              |                              |                              |                              |                              |                    |                    |                    |                    |                    |                    |  |  |  |  |  |  |  |  |
|                                  |                                  |                                              |                                              |                                              |                                              |                                              |                                              |                                     |                                     |                                     |                                     |                                     |                                     | 게오르게 4세 라샤 (1212~1223년)     | 게오르게 4세 라샤 (1212~1223년)     | 게오르게 4세 라샤 (1212~1223년) | 게오르게 4세 라샤 (1212~1223년) | 게오르게 4세 라샤 (1212~1223년) | 게오르게 4세 라샤 (1212~1223년) |                              |                              | 루수단                       | 루수단                       | 루수단                       | 루수단                       | 루수단             | 루수단             |                    |                    |                    |                    |  |  |  |  |  |  |  |  |